# Cabezabellosa de la Calzada
Cabezabellosa de la Calzada é um município da Espanha na província de Salamanca, comunidade autónoma de Castela e Leão, de área 8,49 km² com população de 109 habitantes (2007) e densidade populacional de 12,84 hab./km².

## Demografia
| Variação demográfica do município entre 1991 e 2004 | Variação demográfica do município entre 1991 e 2004 | Variação demográfica do município entre 1991 e 2004 | Variação demográfica do município entre 1991 e 2004 |
| --------------------------------------------------- | --------------------------------------------------- | --------------------------------------------------- | --------------------------------------------------- |
| 1991                                                | 1996                                                | 2001                                                | 2004                                                |
| 139                                                 | 144                                                 | 127                                                 | 123                                                 |